# Otto Olsson

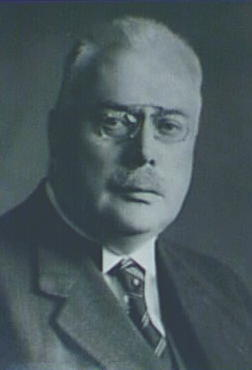
Otto Olsson

Otto Olsson, (Stockholm, 19 december 1879 - aldaar, 1 september 1964) was een Zweeds organist, componist en muziekpedagoog.

## Biografie
Olsson studeerde orgel aan het koninklijk conservatorium in Stockholm en begon al op jonge leeftijd zijn loopbaan als concertorganist. In 1907 werd hij vaste organist van de Gustaf Vavakerk in zijn geboortestad. Die positie bekleedde hij tot 1956. In 1908 werd hij benoemd tot leraar aan het Stockholmse conservatorium, waar hij in 1926 professor werd.
Olsson had grote invloed op de Zweedse muziek van de eerste helft van de twintigste eeuw. Tal van componisten en instrumentalisten namen les bij hem.
Hij had een brede belangstelling. Zijn muziekbibliotheek begon met Josquin Desprez en eindigde met Olivier Messiaen. Als pedagoog bracht hij die brede kennis op zijn leerlingen over, zonder hen in een bepaalde richting te duwen.

## Muziek
Zijn compositorische werk is stevig verankerd in de late romantiek en verraadt invloeden van zijn grote voorbeeld Widor. Ook het (orgel)werk van Reger en Bach inspireerde Olsson in zijn eigen muziek.
Een aantal van zijn composities voor orgel en koor wordt in Zweden tot het standaardrepertoire gerekend. Zijn kamer- en orkestmuziek werden minder bekend.

## Werken  (selectie)

### Koor
- Advents- en Kerstliederen voor gemengd koor en orgel (1917)
- Sex latinska hymner  (Zes Latijnse hymnen) (1919)
- Drie Latijnse koorliederen (1936)
- Sex körsånger a cappella för kyrkligt bruk (Zes koorliederen a capella voor kerkelijk gebruik)

### Orgel
- Credo Symphoniacum (1918)
- Sonate voor orgel in E gr.t., op.38 (1909)
- Preludium en fuga in cis kl.t., op.39 (1910)
- Preludium en fuga in fis kl.t., op.52 (1918)
- Preludium en fuga in des kl.t., op.56 (1935)
- Fantasie in E gr.t. (1941)
- Koraal (Preludium) en fuga over "Salve Regina" (1952)

### Orkest
- Symfonie in g kl.t., Op. 11 (1901-1902)
- Requiem
- Te Deum

### Kamermuziek
- Strijkkwartet in g kl.t. (1899)
- Strijkkwartetdeel in F gr.t. (1900)
- Strijkkwartet no. 1 in G gr.t., op. 10 (1901)
- Strijkkwartet in B gr.t. (1903)
- Strijkkwartet in G gr.t., op. 27 (1907)
- Strijkkwartet no. 3 in a kl.t., op. 58 (1949)
- Pianokwintet in A gr.t., op. 1 (1899)
- Vioolsonate no. in D gr.t. op. 4 (1899)
- Vioolsonate no. 2 in G gr.t., op. 22 (1905)

### Piano
- Vier pianostukken, op. 2 (1900)
- Zes aquarellen, op. 8 (1903)
- Elegische dansen, op. 34 (1910)
- Schetsboek, op. 43 (1905-09, 1921)

- Bibsys: 90974431
- Biblioteca Nacional de España: XX5537526
- Bibliothèque nationale de France: cb13898102q (data)
- Gemeinsame Normdatei: 120204908
- International Standard Name Identifier: 0000 0001 1025 9102
- Library of Congress Control Number: n81028142
- Nationale Bibliotheek van Letland: 000046671
- MusicBrainz: a528fb57-2758-493e-9756-56092409f745
- Nationale Bibliotheek van Tsjechië: xx0151849
- Nationale Bibliotheek van Israël: 987007453802405171
- Nederlandse Thesaurus van Auteursnamen: 075148919
- LIBRIS: 241846
- Virtual International Authority File: 44486030
- WorldCat: E39PBJrCgbWkpHQ899YkTCm68C